# 竜州県
竜州県（りゅうしゅう-けん）は中華人民共和国広西チワン族自治区崇左市に位置する県。
ベトナムから流れてきた左江（キークン川）と水口河（バンザン川あるいはバン川）がここで合流している。

## 行政区画
竜州県は傘下の5鎮、7郷で構成されている。
| 区分 | 数 | 名称                                             |
| ---- | -- | ------------------------------------------------ |
| 鎮   | 5  | 竜州鎮 下凍鎮 水口鎮 金竜鎮 響水鎮               |
| 郷   | 7  | 八角郷 上降郷 彬橋郷 上竜郷 武徳郷 逐卜郷 上金郷 |